# Music of the Heart
Music of the Heart is een Amerikaanse dramafilm uit 1999 onder regie van Wes Craven.

## Verhaal
Na haar scheiding trekt Roberta Guaspari naar Harlem. Ze wil er op een plaatselijke school vioollessen geven aan kansarme jongeren. Aanvankelijk staat iedereen sceptisch tegenover haar plannen, maar gaandeweg boekt ze succes te met haar leerlingen.

## Rolverdeling
| Acteur                | Personage              |
| --------------------- | ---------------------- |
| Meryl Streep          | Roberta Guaspari       |
| Cloris Leachman       | Assunta Guaspari       |
| Henry Dinhofer        | Lexi (5 jaar)          |
| Michael Angarano      | Nick (7 jaar)          |
| Robert Ari            | Leidinggevende         |
| Aidan Quinn           | Brian Turner           |
| Teddy Coluca          | Taxichauffeur          |
| Angela Bassett        | Janet Williams         |
| Josh Pais             | Dennis Rausch          |
| Barbara Gonzalez      | Secretaresse van Janet |
| Jade Yorker           | DeSean (11 jaar)       |
| Victoria Gómez        | Lucy (10 jaar)         |
| Justin Pierre Edmund  | Kind met bongo         |
| Justin Spaulding      | Naeem Adisa (9 jaar)   |
| Zoe Sternbach-Taubman | Guadalupe (9 jaar)     |